# فرنسيون أفارقة
فرنسيون أفارقة وهم الفرنسيون ذوي البشرة السوداء والذين ينحدر أصلهم من أفريقيا ومنطقة الكاريبي ويبلغ تعدادهم من 1.5 - 3.0 مليون نسمة وينتشرون في المدن الكبيرة في فرنسا مثل باريس وليون ومرسيلية ويعتنقون الإسلام والمسيحية ومنهم لا دينيين.